# Yōzō Hamaguchi
Pour les articles homonymes, voir Hamaguchi.
Yōzō Hamaguchi (浜口 陽三, Hamaguchi Yōzō) (1909-2000) est un artiste peintre et graveur japonais.

## Biographie
Yōzō Hamaguchi est né le 5 avril 1909 dans la préfecture de Wakayama, au Japon. Âgé de six ans, il déménage avec ses parents à Chōshi. La famille Hamaguchi travaille depuis des générations à la tête d'une fabrique de sauce à base de soja, la Yamasa. Le jeune homme étudie d'abord la peinture auprès de Mango Kobayashi (1870-1947), peintre de yō-ga, et la sculpture avec Daimu Tatehata (1880-1942), avant d'intégrer en 1927 l'école des beaux-arts de Tokyo. Il part pour Paris en 1930. Il expose ses peintures au Salon d’automne, au Salon des indépendants et au Salon des Tuileries. En 1937, il participe à la fondation de la Société des artistes indépendants japonais (自由美術家協会, Jiyū Bijutsuka Kyōkai), qui durant trois ans, traversée par un courant avant-gardiste, tenta la reconnaissance de certaines formes d'expressions (photographie et graphisme). Durant son séjour français, il expérimente la manière noire, technique de gravure qui deviendra son principal médium. Il quitte ensuite la capitale française en 1939 et est mobilisé durant la guerre du Pacifique.
En 1953, il revient s'installer à Paris et s'y fixer ; il possède un atelier au 14 rue Émile-Dubois,. En 1957, il obtient le grand prix du musée national d'Art moderne de Tokyo à la première biennale de l'estampe. En 1958, il expose ses gravures à Paris chez Berggruen, puis entre autres et successivement chez Ditesheim à Neuchâtel, au Prints Club de Cleveland, chez Cramer à Genève, à la Vorpal Gallery de San Francisco, chez Fitch à New York, et pour la Graphic's International de Washington où il présente un album de gravures remarquées (1974),.
En 1981, il quitte Paris pour San Francisco où il vit durant quinze ans avec son épouse, l'artiste Keiko Minami (1911-2004). Le couple retourne vivre à Tokyo en 1996. 
En 1998, la Yamasa Corporation ouvre un musée consacré à Tokyo comprenant environ 60 œuvres de Hamaguchi.
Il meurt le 25 décembre 2000 à Tokyo.

## Œuvre
Son travail comprend essentiellement des gravures à la manière noire, plus de 130, qui sont de dimensions variables. Les petits formats sont très recherchés car l'artiste y concentra la quintessence de son art. Ses thèmes originaux sont les natures mortes, les paysages et les animaux.

## Collections publiques
États-Unis :
- Seize estampes, manière noire, années 1950, Los Angeles, LACMA[8].

France :
- Poisson et fruits, estampe, avant 1955, achat de l'État français[9].
- Fruits dans un compotier, estampe, avant 1961, Strasbourg, musée d'Art moderne et contemporain[10].